# Zakaria Alaoui
Zakaria Alaoui El-Achraf (in arabo زكرية علوي ‎?; 17 giugno 1966) è un ex calciatore marocchino, di ruolo portiere.